# Messery
Messery est une commune française située dans le département de la Haute-Savoie, en région Auvergne-Rhône-Alpes.
Située dans la région historique du Chablais et plus précisément du Chablais savoyard (ou français), au bord du Léman, la commune fait également partie de l'agglomération urbaine transfrontalière du Grand Genève.

## Géographie

### Situation
Le territoire de la commune de Messery est situé dans le sud-est de la France, au nord du département de la Haute-Savoie, sur la rive sud du Léman, à l’extrême nord du massif du Chablais, dans le quart nord-ouest des Alpes françaises.
À l’échelle nationale, la mairie de Messery est située, par la route :
- à 52 kilomètres au nord d'Annecy, préfecture de la Haute-Savoie, à 175 kilomètres au nord-est de Lyon, préfecture de la région Auvergne-Rhône-Alpes, à 168 kilomètres au nord de Grenoble, à 565 kilomètres, au sud-est de Paris,

et, au niveau local
- à 24 kilomètres de la ville suisse de Genève[2] et 21 kilomètres de Thonon-les-bains par la route.

### Description
Messery développe une façade de 3,25 kilomètres sur le Léman dont 400 mètres de domaine public en deux sites différents dénommés : « La Pointe » et « Sous les Prés ».
L'altitude de la commune varie de 372 à 456 mètres, entre lac et l'arrière-pays. Les 922 hectares du territoire communal se déclinent en deux parties bien distinctes : 
- 20 % constituent des zones construites ou à construire telles qu’elles sont définies dans le P.L.U. (plan local d’urbanisme)
- 80 % représentent un domaine non constructible associant terres agricoles (1/4 de l’espace total) et une grande zone naturelle protégée (dont 330 hectares de forêt ou taillis, c’est-à-dire plus de 35 % de la superficie de la commune).

### Hydrographie
Le territoire communal est bordé au nord par le Léman aussi nommé lac de Genève et qui par sa superficie, c'est le plus grand lac alpin et subalpin d'Europe centrale et d'Europe de l'Ouest.
Son territoire est également sillonné par de nombreux cours d'eau, tous affluents du lac et donc, indirectement du Rhône:
- La Vorze (en limite avec la commune voisine de Chens-sur-Léman)
- Le ruisseau des Pàquis
- Le ruisseau du Longet (en limite avec la commune voisine d'Excenevex)
- Le Vion (en limite avec la commune voisine de Massongy)

### Géologie et relief

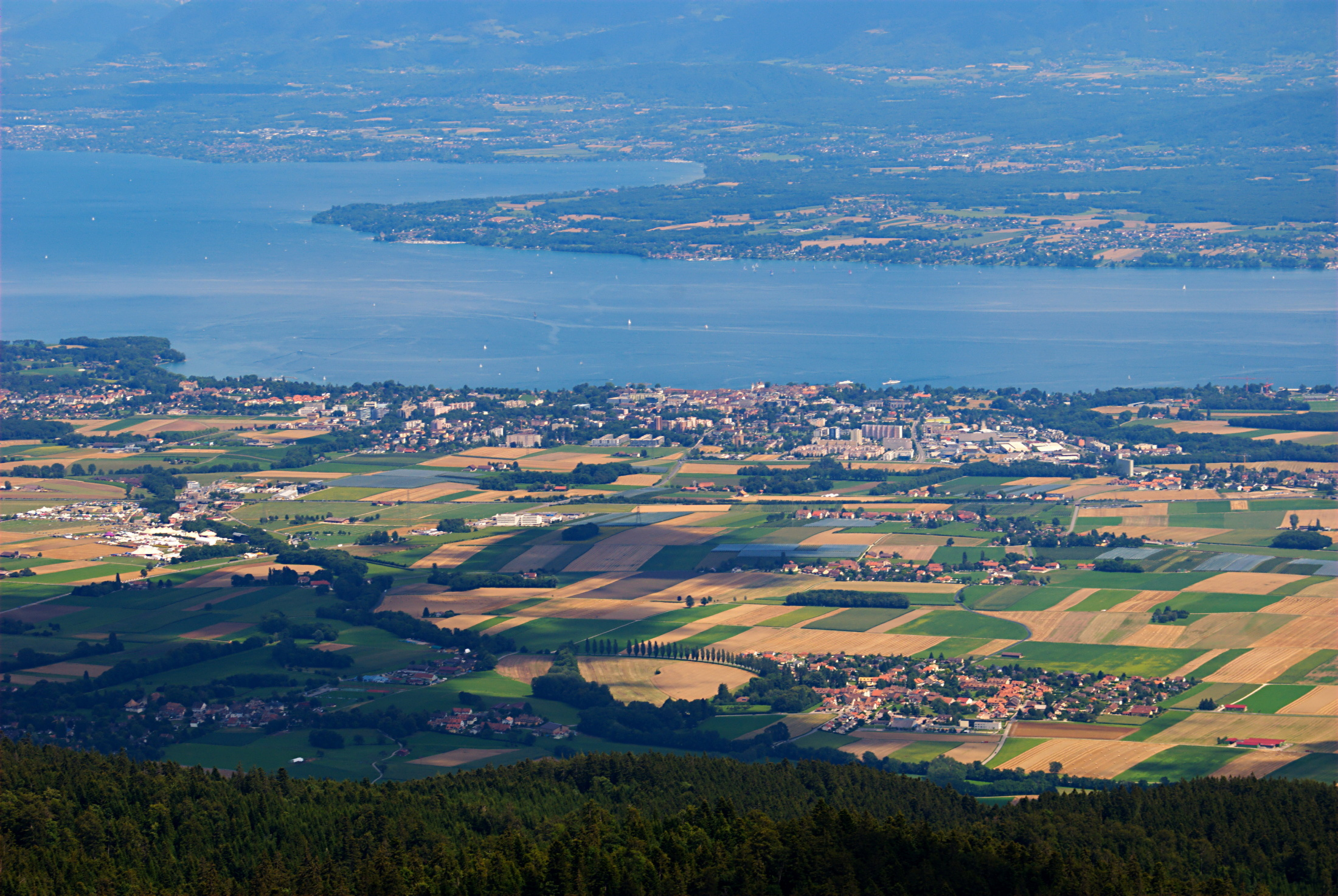
Nyon, Messery, Nernier, Yvoire et la baie de Coudrée depuis La Dôle

La commune se situe au bord de la fosse lémanique occupée en grande partie par le Léman. Ce fossé de nature molassique a été façonné par les phases de glaciation qui se sont succédé durant le Quaternaire. Ce n'est qu'entre 15000 et 14000 av. J.-C. que le lac est progressivement libéré des glaces. Le niveau de l'eau est alors de 33 à 36 mètres plus élevé qu'actuellement, recouvrant alors une grande partie du territoire de Messery. Durant la période climatique du Bølling en 12000 av. J.-C. ; le niveau du Léman descend alors jusqu'à une hauteur supérieure de 8 mètres au niveau actuel, puis il continue dès lors de baisser régulièrement, atteignant un premier minimum en 4000 av. J.-C., à un niveau inférieur de quelques mètres au niveau actuel, puis le niveau remontera avant la fin de la Préhistoire pour atteindre le niveau actuel.

### Climat
Située au nord des Alpes, le climat est de type montagnard, mais très nettement tempéré par la proximité du Léman.
Voici, ci-dessous un tableau de températures présentant un relevés de celle-ci sur cinq années effectués sur le territoire de la commune de Sciez, voisine de celle de Messery.
| Températures (sous abri, moyennes) - source : météo-sciez.com |                     |                  |                          |                   |                          |
| Année                                                         | Température moyenne | T. la plus haute | T. moyenne la plus haute | T. la plus basse  | T. moyenne la plus basse |
| 2014                                                          | 10,9 °C             | 32,1 °C le 18.07 | 22,6 °C le 10.06         | −4,4 °C le 25.01  | −2,6 °C le 29.12         |
| 2013                                                          | 10,7 °C             | 33,0 °C le 27.07 | 24,5 °C le 03.08         | −7,8 °C le 26.02  | −3,4 °C le 26.02         |
| 2012                                                          | 10,4 °C             | 33,3 °C le 27.07 | 25,4 °C le 29.06         | −10,9 °C le 07.02 | −9,0 °C le 07.02         |
| 2011                                                          | 11 °C               | 33,8 °C le 28.06 | 24,3 °C le 19.08         | −7,2 °C le 23.01  | −3,2 °C le 24.01         |
| 2010                                                          | 9,9 °C              | 33,5 °C le 09.07 | 25,8 °C le 14.07         | −9,9 °C le 16.02  | −5,0 °C le 04.12         |
| Sources : Météo-Sciez                                         |                     |                  |                          |                   |                          |

### Voies de communication
- La route départementale 25 (RD25)

cette route qui traverse le bourg de Messery relie la commune de Sciez (hameau des Crêts) à la commune de Chens-sur-Léman, (hameau de Chens-le-Pont) qui marque la frontière franco-suisse au niveau du pont sur l'Hermance.
- La route départementale 60 (RD60)

cette route qui traverse les hameaux du Piralé et des Dumonts relie la commune de Nernier (jonction avec la RD 25) à la commune de Douvaine (jonction avec la RD 1005).

### Transports publics

#### Ligne d'autocar
La ligne périurbaine 152 des transports en commun de Thonon-les-Bains (Star't) reliant Thonon-les-Bains à Douvaine dessert la commune.
Depuis le 12 décembre 2021, Star't ont également mis en place la ligne 271, avec Messery comme arrêt sur la branche GENEVE RIVE - EXCENEVEX. Cette ligne est majoritairement empruntée par des banlieusards (frontaliers), allant travailler en Suisse (surtout Genève).

## Urbanisme

### Typologie
Au 1er janvier 2024, Messery est catégorisée bourg rural, selon la nouvelle grille communale de densité à sept niveaux définie par l'Insee en 2022.
Elle appartient à l'unité urbaine de Messery, une agglomération intra-départementale regroupant quatre  communes, dont elle est ville-centre,,. Par ailleurs la commune fait partie de l'aire d'attraction de Genève - Annemasse (partie française), dont elle est une commune de la couronne,. Cette aire, qui regroupe 158 communes, est catégorisée dans les aires de 700 000 habitants ou plus (hors Paris),.
La commune, bordée par un plan d’eau intérieur d’une superficie supérieure à 1 000 hectares, le Léman, est également une commune littorale au sens de la loi du 3 janvier 1986, dite loi littoral. Des dispositions spécifiques d’urbanisme s’y appliquent dès lors afin de préserver les espaces naturels, les sites, les paysages et l’équilibre écologique du littoral, tel le principe d'inconstructibilité, en dehors des espaces urbanisés, sur la bande littorale des 100 mètres, ou plus si le plan local d’urbanisme le prévoit.

### Occupation des sols
L'occupation des sols de la commune, telle qu'elle ressort de la base de données européenne d’occupation biophysique des sols Corine Land Cover (CLC), est marquée par l'importance des territoires agricoles (42,2 % en 2018), une proportion sensiblement équivalente à celle de 1990 (43 %). La répartition détaillée en 2018 est la suivante : 
forêts (37,2 %), terres arables (28,7 %), zones urbanisées (19,8 %), zones agricoles hétérogènes (13,5 %), eaux continentales (0,8 %).
L'IGN met par ailleurs à disposition un outil en ligne permettant de comparer l’évolution dans le temps de l’occupation des sols de la commune (ou de territoires à des échelles différentes). Plusieurs époques sont accessibles sous forme de cartes ou photos aériennes : la carte de Cassini (XVIIIe siècle), la carte d'état-major (1820-1866) et la période actuelle (1950 à aujourd'hui).

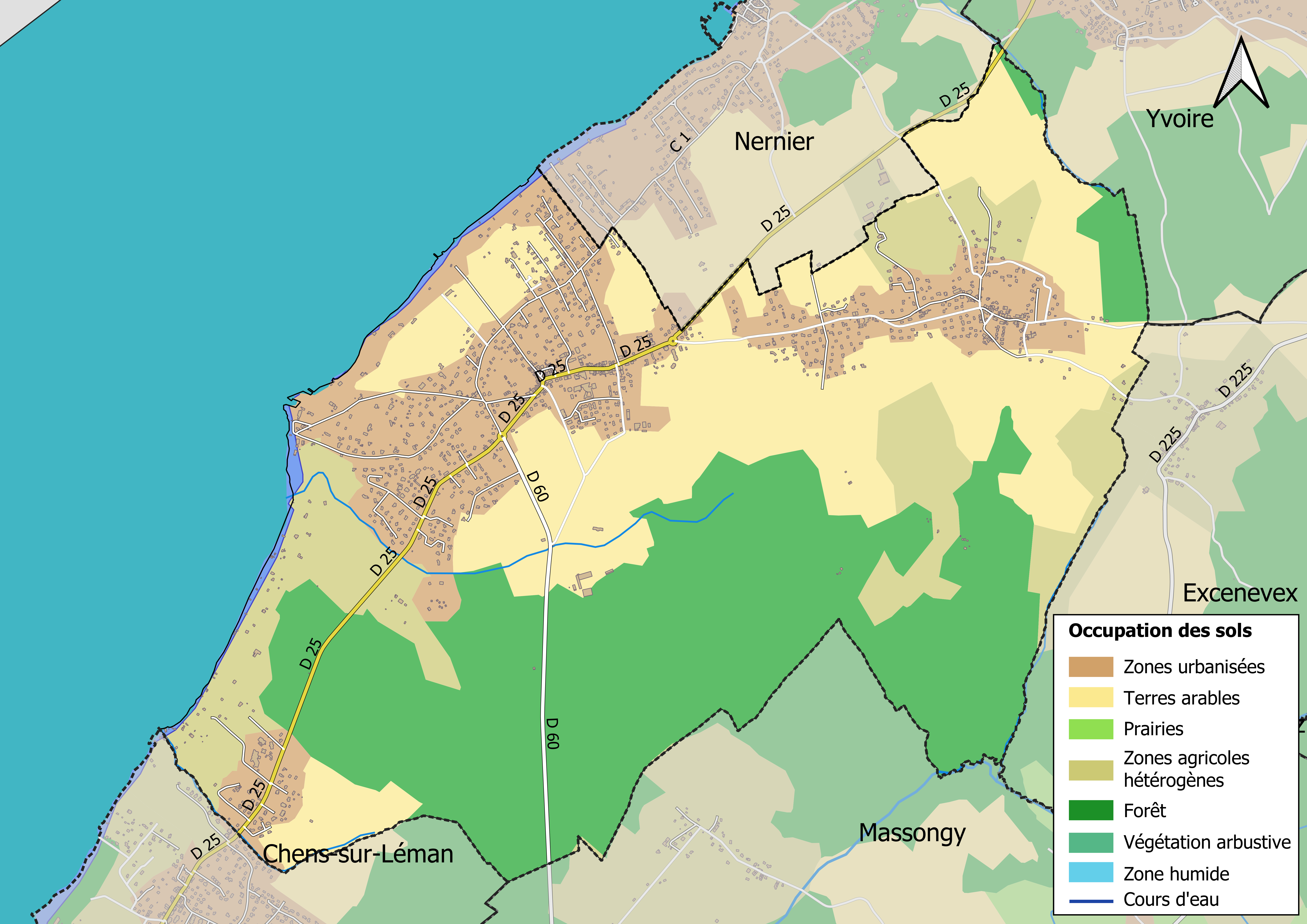
Carte des infrastructures et de l'occupation des sols en 2018 (CLC) de la commune.
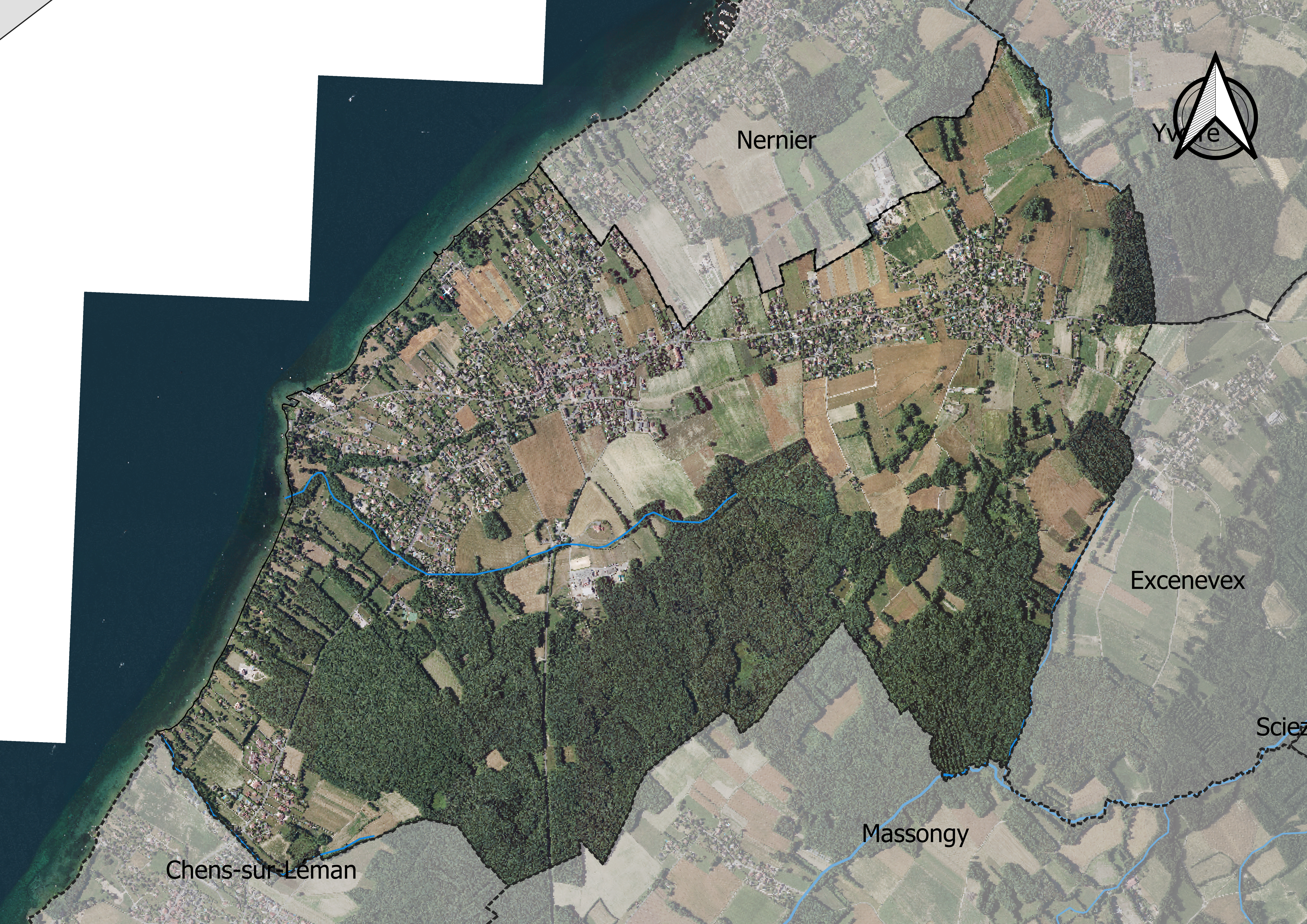
Carte orthophotogrammétrique de la commune.

### Morphologie urbaine
Un plan local d'urbanisme (PLU) a été approuvé par le Conseil Municipal réuni en séance le 4 juin 2013.
Selon ce PLU, le paysage naturel du territoire de Messery est fortement marqué par la présence du Léman, ainsi que par les espaces boisés ou agricoles qui s’étendent à l’intérieur des terres. L’habitat traditionnel est regroupé au niveau du bourg central de Messery et du village d'Essert, les deux principaux lieux historiques en population et en surface construite. Les nouvelles constructions de type résidentiel se sont développées sous forme de nombreux lotissements en périphérie de ces deux principaux villages.

### Hameaux, lieux dits et écarts
le territoire communal comprend un assez grand nombre de lieux-dits.
Voici, ci-dessous, la liste la plus complète possible des divers hameaux, quartiers et lieux-dits résidentiels urbains comme ruraux, ainsi que les écarts qui composent le territoire de la commune de Messery, présentés selon les références toponymiques fournies par le site géoportail de l'Institut géographique national. Les principaux hameaux et lieux-dits sont indiqués en caractères gras.
| - la Ranode - le Piralé - le Verdy - Vérêt - les Champs de l'Ate - Essert - Vorget - le Crêt - la Mollot - Cœurvry - Frize - la Seppe | - Champey - Cornache - le Pré des Joncs - Marquisat - la Pointe - Vétrau - les Croizets - les Sémiss - Couva Loup - les Repingons - la Crozette - les Grands Bois | - Pénérouaz - Curuaz - les Tattes - le Plantez - Champey - l'Essert Martin - les Brolliets - les Dumonts - les Savassines - les Ripettes - Pont de Gandran - Ronzet |

## Toponymie
En francoprovençal, le nom de la commune s'écrit Mèsri (graphie de Conflans) ou Mèsser (ORB).

## Histoire

### Préhistoire et Antiquité
Entre le IIe siècle et le IIIe siècle la présence de la civilisation gallo-romaine est attestée par la présence de modestes traces de constructions disposées en lignes parallèles face à la rive du Léman.

## Politique et administration

### Situation administrative
La commune de Messery, au lendemain de l'Annexion de 1860, intègre le canton de Douvaine. Elle appartient, depuis 2015, au canton de Sciez, qui compte selon le redécoupage cantonal de 2014 25 communes.
La commune est membre, avec dix-sept autres, de la communauté de communes du Bas-Chablais.
Messery relève de l'arrondissement de Thonon-les-Bains et de la cinquième circonscription de la Haute-Savoie, dont la députée est Anne-Cécile Violland (Horizons).

### Administration municipale

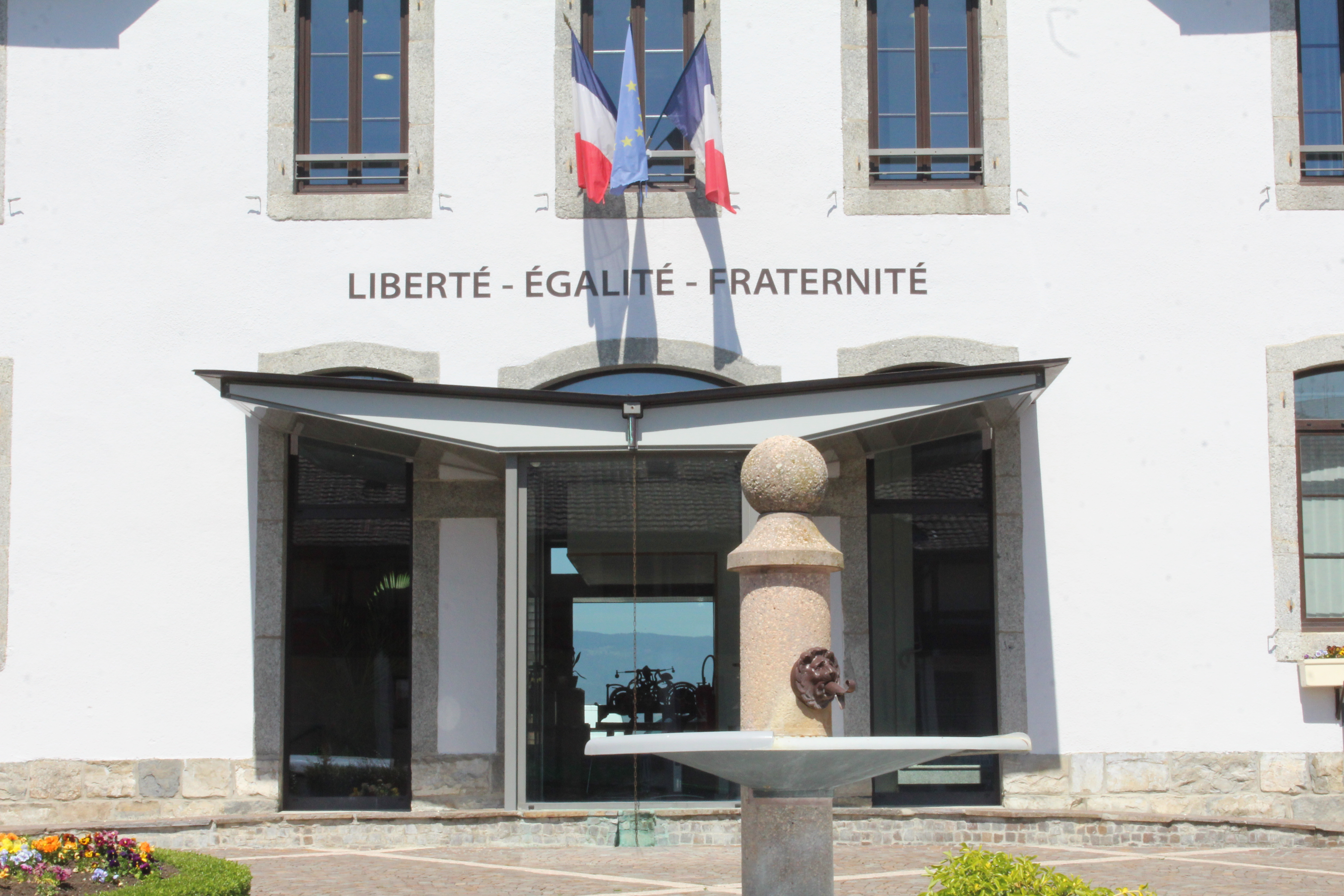
entrée de la mairie de Messery

Le conseil municipal est composé de dix-huit membres, dont un maire, cinq adjoints au maire et douze conseillers municipaux. Ce même conseil municipal administre plusieurs commissions et services dont un service urbanisme, un conseil des jeunes, une bibliothèque et un office de tourisme.

### Tendances politiques et résultats

#### Élections nationales
Selon les Archives des élections présidentielles en France sous la Vème République, Messery a recensé un taux d'abstention aux élections présidentielles de 2022 de 25,65%. Au second tour de l'élection présidentielle de 2022, sur les 1 466 inscrits, 69,61% ont voté pour Emmanuel Macron tandis que 30,39% ont voté Marine Le Pen. 

### Liste des maires
| Période                                  | Période                   | Identité          | Étiquette | Qualité                                                                              |
| ---------------------------------------- | ------------------------- | ----------------- | --------- | ------------------------------------------------------------------------------------ |
| 1919                                     | 1953                      | Alexis Duborgel   | Rad.      | Négociant, propriétaire Conseiller général du canton de Douvaine (1928 → 1940)       |
| ?                                        | 1985                      | Claude Constantin |           |                                                                                      |
| 1985                                     | 1992 (démission)          | Bernard Espinasse |           |                                                                                      |
| 1992                                     | mars 2001                 | Florent Westphal  |           | Juriste                                                                              |
| mars 2001                                | mars 2008                 | Yvon Duret        | DVD       |                                                                                      |
| mars 2008                                | mars 2014                 | Bernard Ponthieu  | SE        | Dirigeant de société                                                                 |
| mars 2014                                | En cours (au 27 mai 2020) | Serge Bel         | UDI       | Commerçant 12e vice-président de Thonon Agglomération Réélu pour le mandat 2020-2026 |
| Les données manquantes sont à compléter. |                           |                   |           |                                                                                      |

## Population et société

### Démographie
Ses habitants sont appelés les Messerolins,.
L'évolution du nombre d'habitants est connue à travers les recensements de la population effectués dans la commune depuis 1793. Pour les communes de moins de 10 000 habitants, une enquête de recensement portant sur toute la population est réalisée tous les cinq ans, les populations de référence des années intermédiaires étant quant à elles estimées par interpolation ou extrapolation. Pour la commune, le premier recensement exhaustif entrant dans le cadre du nouveau dispositif a été réalisé en 2007.

En 2022, la commune comptait 2 373 habitants, en évolution de +9,71 % par rapport à 2016 (Haute-Savoie : +6,01 %, France hors Mayotte : +2,11 %).
| 1793 | 1800 | 1806 | 1822 | 1838 | 1848 | 1858 | 1861 | 1866 |
| ---- | ---- | ---- | ---- | ---- | ---- | ---- | ---- | ---- |
| 439  | 483  | 493  | 560  | 669  | 676  | 606  | 586  | 609  |

| 1872 | 1876 | 1881 | 1886 | 1891 | 1896 | 1901 | 1906 | 1911 |
| ---- | ---- | ---- | ---- | ---- | ---- | ---- | ---- | ---- |
| 619  | 611  | 626  | 616  | 636  | 604  | 521  | 566  | 513  |

| 1921 | 1926 | 1931 | 1936 | 1946 | 1954 | 1962 | 1968 | 1975 |
| ---- | ---- | ---- | ---- | ---- | ---- | ---- | ---- | ---- |
| 503  | 505  | 456  | 425  | 433  | 430  | 336  | 393  | 580  |

| 1982 | 1990  | 1999  | 2006  | 2007  | 2012  | 2017  | 2022  | - |
| ---- | ----- | ----- | ----- | ----- | ----- | ----- | ----- | - |
| 844  | 1 145 | 1 434 | 1 951 | 2 025 | 2 135 | 2 134 | 2 373 | - |

### Enseignement
La commune des Échelles est située dans l'académie de Grenoble.
La commune héberge une école élémentaire publique, nommée "école Les Petits Crayons" par les élèves de CM2 en 2021, présentant un effectif de 192 élèves pour l'année scolaire 2017/2018.

### Équipement et clubs sportifs
Il existe de nombreuses associations à vocation sportive dans la commune :
- le club des sports de Messery
- le tennis-club de Messery
- le Football Club Léman

### Équipement culturel
La mairie gère deux services liés à la culture et aux loisirs :
- Une bibliothèque (collection de 6000 ouvrages) ;
- Un service info tourisme.

### Médias

#### Radios et télévisions
La commune est couverte par des antennes locales de radios dont France Bleu Pays de Savoie, ODS Radio, Radio Chablais... Enfin, la chaîne de télévision locale TV8 Mont-Blanc diffuse des émissions sur les pays de Savoie. Régulièrement l'émission La Place du village expose la vie locale. France 3 et sa station régionale France 3 Alpes, peuvent parfois relater les faits de vie de la commune.

#### Presse et magazines
Au niveau régional
La presse écrite locale est représentée par des titres comme Le Dauphiné libéré, L'Essor savoyard, Le Messager - édition Chablais, le Courrier savoyard.
Au niveau local
La mairie édite et distribue trimestriellement un périodique dénommé Messery Info destinée aux résidents de la commune. les anciens numéros sont consultables sur le site de la commune

### Cultes

#### Culte catholique
La communauté catholique et l'église de Messery (propriété de la commune) dépendant de la paroisse « Saint-Jean-Baptiste en Chablais » qui comprend onze églises. Celle-ci est rattachée au diocèse d'Annecy.
L'ancienne paroisse de Messery était dédiée à saint Pierre.

### Institutions et services publiques
Le village de Messery est équipé d'un agent de la Police rurale et un véhicule de patrouille, hébergés à la Mairie de Messery.

La commune est également dotée d'une équipe de service technique, possédant un hangar à l'extrémité Sud de la commune, sur le Chemin de la Pierre. 

## Économie
Actuellement, la commune de Messery est endettée à hauteur de 2 775 590 €, selon le site Le Journal du Net, avec comme source le Ministère de l'Économie et des Finances (France). 

## Culture locale et patrimoine

### Lieux et monuments
- Église Saint-Pierre (XIXe siècle)

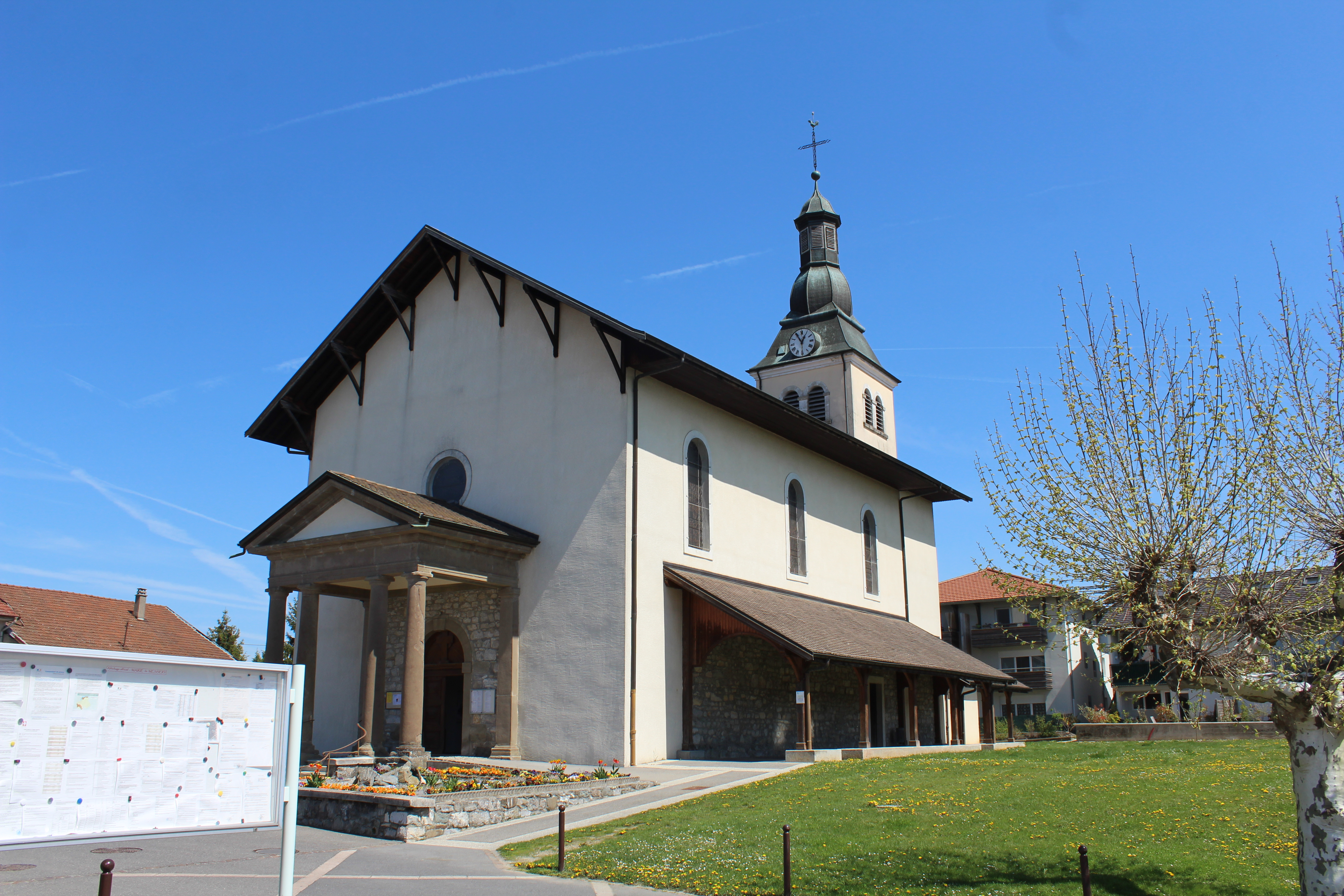
Église de Messery

À l'origine, l'église de Messery relevait du chapitre de Saint-Pierre-de-Genève. L’église actuelle fut édifié entre 1839 et 1841 dans le style sarde néo-classique.

### Espaces verts et fleurissement
En 2014, la commune obtient le niveau « une fleur » au concours des villes et villages fleuris.

### Héraldique
| Armes de Messery | Les armes de Messery se blasonnent ainsi : De gueules à la croix d'argent cantonnée de deux épis de blé d'or au I et IV. |